# Egypt na zimních olympijských hrách
Egypt na zimních olympijských hrách startuje od roku 1984. Toto je přehled účastí, medailového zisku a vlajkonošů na dané sportovní události. Na ZOH 1984 ho reprezentoval jediný sportovec, alpský lyžař Jamil El-Reedy.

## Přehled účastí na Zimních olympijských hrách
| Dějiště ZOH            | ZOH      | Vlajkonoš      | Zlatá medaile | Stříbrná medaile | Bronzová medaile | Celkem |
| ---------------------- | -------- | -------------- | ------------- | ---------------- | ---------------- | ------ |
| 1984 Sarajevo          | ZOH 1984 | Jamil El-Reedy |               |                  |                  | 0      |
| Celkem                 | 1        |                | 0             | 0                | 0                | 0      |
| Zdroj na Olympedia.org |          |                |               |                  |                  |        |